# Baltazár Károly asztúriai herceg
Baltazár Károly (spanyolul: Baltasar Carlos; Madrid, Spanyol Királyság, 1629. október 17. – Zaragoza, Spanyol Királyság, 1646. október 9.), Habsburg-házi spanyol és portugál infáns, Asztúria hercege, egyben a teljes Spanyol Birodalom örököse 1629-es születésétől 1646-os haláláig. IV. Fülöp spanyol király és Franciaországi Izabella királyné egyetlen életben maradt fia, Mária Terézia, XIV. Lajos francia király feleségének testvére.
A trónörökösinfáns 1629. október 17-én született. Megkeresztelkedésére ugyanazon év november 4-én került sor. Keresztszülei apai nagynénje és nagybátyja, Mária Anna és Károly infáns voltak. Halálának évében, 1646-ban került sor unokatestvérével, Mária Anna főhercegnővel, III. Ferdinánd német-római császár leányával való eljegyzésére. Potenciális menyasszonyjelöltnek felmerült még Stuart Mária, I. Károly angol király leányának neve is, ám a terveket végül diplomáciai okok miatt elvetették, Mária pedig II. Vilmos orániai herceg felesége lett.
Baltazár Károly infáns végül 1646. október 9-én himlő következtében elhunyt. A királynak a következő tizennégy évben nem született törvényes fiúörököse. Apja második felesége Baltazár Károly korábbi jegyese, egyben Fülöp unokahúga, Mária Anna lett. Tőle született a későbbi II. Károly, aki az utolsó Habsburg volt a spanyol trónon.

## Titulusai
- Asztúria hercege
- Girona, Viana és Montblanc hercege
- Cervera grófja
- Balaguer ura

## Fordítás
- Ez a szócikk részben vagy egészben  a   Balthasar Charles, Prince of Asturias című angol Wikipédia-szócikk fordításán alapul.  Az eredeti cikk szerkesztőit annak laptörténete sorolja fel. Ez a jelzés csupán a megfogalmazás eredetét és a szerzői jogokat jelzi, nem szolgál a cikkben szereplő információk forrásmegjelöléseként.

| Baltazár Károly Habsburg-ház, spanyol ág Született: 1629. október 17. Elhunyt: 1646. október 9. |                              |                          |
|                                                                                                 |                              |                          |
| Előző Fülöp                                                                                     | Asztúria hercege 1629 – 1646 | Következő Fülöp Prospero |
| Előző Fülöp                                                                                     | Portugál herceg 1629 – 1640  | Következő Teodóz         |